# Ramón de España
Ramón de España Renedo, né en 1956 à Barcelone, est un romancier, scénariste de BD et journaliste espagnol.

## Biographie
Ramón de España obtient une licence en Sciences de l'information à l'Université autonome de Barcelone.
En 1981, il coordonne les numéros 13 à 18 de la revue Bésame Mucho et écrit le scénario de La noche de siempre pour Montesol.
Il tient ensuite une chronique dans le quotidien El País.
Avec Ignacio Vidal-Folch, il publie en 1997 un essai sur la BD intitulé El canón de los cómics.
En 2004, il dirige son premier film, Haz conmigo lo que quieras, qui est nommé dans la catégorie de Meilleur directeur débutant aux Prix Goya.
Dans son roman de 2010, El millonario comunista, il critique une certaine partie de la gauche.
Il traduit en espagnol quelques romans de Dennis Lehane.
En 2013 et 2014, il publie deux essais critiques envers le séparatisme catalan, El manicomio catalán ("L'asile d'aliénés catalan") et El derecho a delirar ("Le droit de délirer"), qui remportent un grand succès public.

## Œuvres
Film
- 2004 Haz conmigo lo que quieras

Essais
- 1997 El cánon de los cómics, avec Ignacio Vidal-Folch.
- 1998 Sospechosos habituales.  (ISBN 9788433925350)
- 2013 El manicomio catalán. Reflexiones de un barcelonés hastiado,  (ISBN 978-84-9970-805-8)
- 2014 El derecho a delirar. Un año en el manicomio catalán,  (ISBN 9788490602096)
- 2016 Idiocracia. Cómo cargarse una democracia en solo treinta años,  (ISBN 978-84-666-6012-9)

BD
- 1981 La noche de siempre, dessins de Montesol, revue Bésame mucho;
- 1982 Fin de semana, dessins de Montesol, revue Cairo;
- 1984 Velvet Nights, dessins de Sento, revue Cairo;
- 1985 Los fabricantes de estrellas, dessins de Roger, revue "Complot!";
- 1997 El amor duele, dessins de Keko, (Glénat España);
- 2004 El sueño de México, dessins de Bartolomé Seguí (Edicions de Ponent);
- 2012 La ola perfecta, dessins de Sagar Fornies (Editores de Tebeo).

Romans
- Sol, amor y mar
- Nadie es inocente
- Redención
- Un mundo perfecto
- La llamada de la selva
- El millonario comunista